# Okonomiyaki

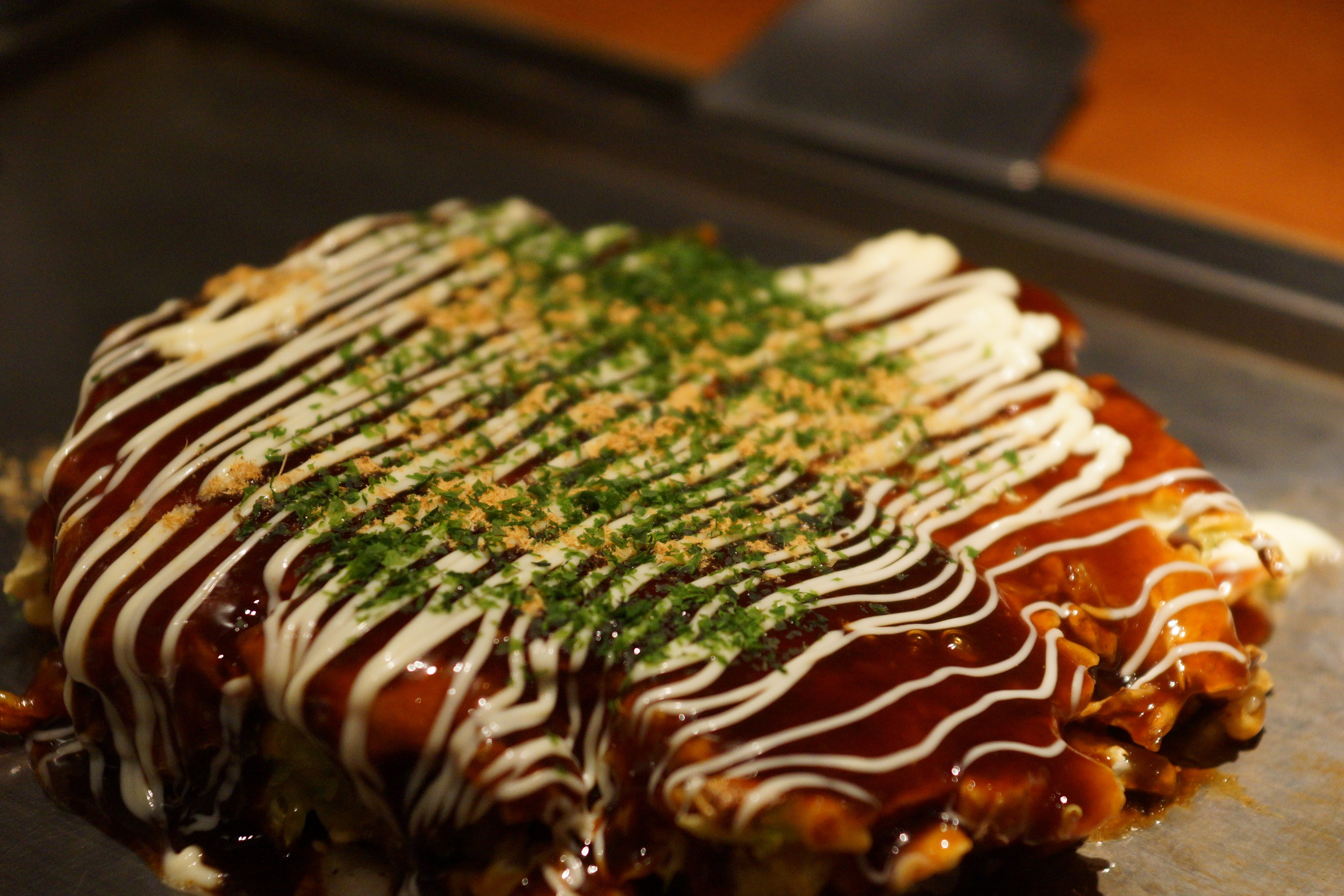
Okonomiyaki

Okonomiyaki (jap. お好み焼き o-konomi-yaki) – rodzaj japońskiej potrawy; placki składające się z wielu różnych składników, pieczone na rozgrzanej blasze. 

## Nazwa
Słowo to składa się z trzech części: o – przedrostka grzecznościowego, rzeczownika odczasownikowego konomi – „gust”, „smak”, „wybór”, rzeczownika odczasownikowego yaki – „smażenie”, „pieczenie”, „grillowanie”. Całość znaczy więc: „Smaż, co chcesz”.

## Przyrządzanie
Do płaskiego placka można dobierać różne, drobno pokrojone składniki, w zależności od oferty sprzedawcy (przeważnie ulicznego) i gustu klienta: wieprzowinę, wołowinę, krewetki, mątwę, warzywa. Na koniec placek pokrywa się gęstym sosem i posypuje nori lub płatkami suszonego bonito (katsuobushi). 
Potrawa wywodzi się z regionu Kansai i okolic Hiroszimy, lecz obecnie jest popularna w całej Japonii.